# Brachygasterina stuebeli
Brachygasterina stuebeli är en tvåvingeart som först beskrevs av Roder 1886.  Brachygasterina stuebeli ingår i släktet Brachygasterina och familjen husflugor.
Artens utbredningsområde är Colombia. Inga underarter finns listade i Catalogue of Life.